# Китакома
Китакома (яп. 北巨摩郡 Китакома-гун) — бывший японский уезд, который располагался в префектуре Яманаси. Уезд был ликвидирован 15 марта 2006 года, когда посёлок Кобутисава объединили с городом Хокуто.

## История
- В 1878 году уезд был сформирован во время реорганизации уезда Кома.
- 1 сентября 2004 года посёлок этого уезда Футаба был объединён с посёлками Рюо и Сикисима уезда Накакома, в результате был образован город Каи.
- 1 ноября 2004 года посёлки Хакусю, Нагасака, Сутама и Такане объединись с сёлами Акено, Мукава and Оидзуми с формированием города Хокуто.
- 15 марта 2006 года посёлок Кобутисава объединён с городом Хокуто. Уезд прекратил своё существование.